# Terpe (Spremberg)
Terpe, niedersorbisch Terpje, ist ein Ortsteil der Stadt Spremberg im brandenburgischen Landkreis Spree-Neiße.

## Lage und Erreichbarkeit
Terpe liegt ungefähr sieben Kilometer südwestlich von Spremberg direkt an der sächsischen Landesgrenze und ist über die B156 mit dem Stadtzentrum verbunden. Östlich von Terpe befindet sich der Stadtteil Schwarze Pumpe mit dem gleichnamigen Kraftwerk; im Südwesten grenzt der Ort Sabrodt an, der bereits zur sächsischen Gemeinde Elsterheide gehört. Nordwestlich von Terpe erstreckt sich das Abbaugebiet des Tagebaus Welzow-Süd.

## Geschichte
Terpe wurde 1569 erstmals in Urkunden erwähnt, ein genaues Gründungsdatum wurde nicht überliefert. Der Ortsname ist von dem sorbischen Wort „terpik“ für „Ortscheit“ abgeleitet. Am 5. August 1959 wurde die Gemeinde Terpe nach einem Beschluss des Spremberger Kreistages in Schwarze Pumpe umbenannt, nachdem das Nachbardorf, das ursprünglich nur aus dem Terper Dorfkrug bestand, durch das dortige Gaskombinat stark gewachsen war. Terpe war fortan ein Ortsteil von Schwarze Pumpe. Am 27. September 1998 wurde die Gemeinde Schwarze Pumpe mit dem Ortsteil Terpe nach Spremberg eingemeindet.

## Heutige Nutzung
Terpe ist ein Wohngebiet mit teilweise gewerblicher Nutzung durch verschiedene Firmen.
Nur etwa 3 km östlich liegt das Kraftwerk Schwarze Pumpe, ein Braunkohlegewerk der LEAG mit zwei 800‑MW‑Blöcken. In der Nähe befindet sich der Industriepark Schwarze Pumpe, verteilt auf Brandenburg und Sachsen, mit über 120 Unternehmen und rund 5.500 Beschäftigten.
Das sächsische Dorf Sabrodt (Zabrod) und die Kolonie Schwarze Pumpe grenzen unmittelbar an Terpe.
Terpe gilt als eines der schönsten Dörfer der Niederlausitz in waldreicher Umgebung, u. a. mit einem Schwalbenturm für Mehlschwalben als Naturschutzprojekt im Ort.
Rund um Terpe führt eine beliebte Fahrradtour durch verschiedene Spremberger Ortsteile, welche ideal für einen Tagesausflug sind. 